# Coppa delle Coppe 1984-1985 (hockey su pista)
La Coppa delle Coppe 1984-1985 è stata la 9ª edizione dell'omonima competizione europea di hockey su pista riservata alle squadre di club. Il torneo ha avuto inizio l'11 maggio e si è concluso il 29 giugno 1985. Il titolo è stato conquistato dai portoghesi dello Sporting CP per la seconda volta nella loro storia sconfiggendo in finale i tedesco occidentali del Walsum. In quanto squadra vincitrice, lo Sporting CP ha ottenuto anche il diritto di partecipare alla Supercoppa d'Europa.

## Squadre partecipanti
| Nazione        | Club            | Città            | Qualificazione                                 |
| -------------- | --------------- | ---------------- | ---------------------------------------------- |
| Francia        | La Vendéenne    | La Roche-sur-Yon | 2º in 1ere Division 1984                       |
| Germania Ovest | Walsum          | Duisburg         | 2º in 1 Bundesliga 1984                        |
| Italia         | Monza           | Monza            | Detentore Coppa Italia 1983-1984               |
| Paesi Bassi    | Dennenberg      | Valkenswaard     | 2º in 1ª Klasse 1984                           |
| Portogallo     | Sporting CP     | Lisbona          | Detentore della Coppa del Portogallo 1983-1984 |
| Spagna         | Liceo La Coruña | La Coruña        | Detentore Coppa del Re 1984                    |
| Spagna         | Reus Deportiu   | Reus             | Detentore Coppa delle Coppe 1983-1984          |
| Svizzera       | Thunerstern     | Thun             | Finalista della Coppa di Svizzera 1984         |

## Risultati

### Quarti di finale
| Squadra 1     | Totale | Squadra 2       | Andata | Ritorno |
| ------------- | ------ | --------------- | ------ | ------- |
| La Vendéenne  | 9 - 40 | Sporting CP     | 6 - 21 | 3 - 19  |
| Monza         | 8 - 10 | Liceo La Coruña | 3 - 2  | 5 - 8   |
| Reus Deportiu | 10 - 5 | Dennenberg      | 5 - 1  | 5 - 4   |
| Thunerstern   | 4 - 14 | Walsum          | 2 - 2  | 2 - 12  |

### Semifinali
| Squadra 1     | Totale | Squadra 2       | Andata | Ritorno |
| ------------- | ------ | --------------- | ------ | ------- |
| Reus Deportiu | 8 - 9  | Walsum          | 7 - 2  | 1 - 7   |
| Sporting CP   | 11 - 9 | Liceo La Coruña | 8 - 5  | 3 - 4   |

### Finale
| Squadra 1 | Totale | Squadra 2   | Andata | Ritorno |
| --------- | ------ | ----------- | ------ | ------- |
| Walsum    | 5 - 9  | Sporting CP | 1 - 1  | 4 - 8   |

#### Andata
| Duisburg 22 giugno 1985 | Walsum | 1 – 1 | Sporting CP |  |

#### Ritorno
| Lisbona 29 giugno 1985 | Sporting CP | 8 – 4 | Walsum |  |